# Drosophila kulouriensis
Drosophila kulouriensis este o specie de muște din genul Drosophila, familia Drosophilidae, descrisă de Fartyal și Singh în anul 2008. Conform Catalogue of Life specia Drosophila kulouriensis nu are subspecii cunoscute.